# Pringleella subulata
Pringleella subulata är en bladmossart som beskrevs av Brotherus 1924. Pringleella subulata ingår i släktet Pringleella och familjen Ditrichaceae. Inga underarter finns listade i Catalogue of Life.